# Miguel Leão
Miguel Leão is een gemeente in de Braziliaanse deelstaat Piauí. De gemeente telt 1.212 inwoners (schatting 2009).